# 坦博里爾 (多明尼加)
19°28′48″N 70°36′0″W / 19.48000°N 70.60000°W
坦博里爾（西班牙語：Tamboril），是多明尼加共和國的城鎮，位於該國西北部，由聖地牙哥省負責管轄，面積63.98平方公里，2012年人口102,865，人口密度每平方公里1,600人。